# Murina leucogaster
Murina leucogaster é uma espécie de morcego da família Vespertilionidae. Pode ser encontrada no Nepal, Índia, China, Butão e Tailândia.